# كيلي مور (مقدمة تلفزيونية)
كيلي مور (بالإنجليزية: Kelley Moore)‏ هي مقدمة تلفزيونية أمريكية، ولدت في 5 مارس 1969.